# Galiakot
Galiakot là một thị trấn thống kê (census town) của quận Dungarpur thuộc bang Rajasthan, Ấn Độ.

## Địa lý
Galiakot có vị trí 23°31′B 74°00′Đ / 23,52°B 74°Đ Nó có độ cao trung bình là 145 mét (475 feet).

## Nhân khẩu
Theo điều tra dân số năm 2001 của Ấn Độ, Galiakot có dân số 6636 người. Phái nam chiếm 51% tổng số dân và phái nữ chiếm 49%. Galiakot có tỷ lệ 56% biết đọc biết viết, thấp hơn tỷ lệ trung bình toàn quốc là 59,5%: tỷ lệ cho phái nam là 67%, và tỷ lệ cho phái nữ là 44%. Tại Galiakot, 17% dân số nhỏ hơn 6 tuổi.